# Todd of the Times
Todd of the Times er en amerikansk stumfilm fra 1919 af Eliot Howe.

## Medvirkende
- Frank Keenan som Theobold Todd
- Charles A. Post som Roy Reynolds
- Aggie Herring
- Herschel Mayall som Harrison G. Monroe
- George Williams som Henry Holt